# Kara Mbodj
Serigne Modou Kara Mbodj (Diasse, 1989. november 11. –), általában csak Kara vagy Kara Mbodj, szenegáli labdarúgó, az Anderlecht középpályása, de a belga klub hátvédként is bevetheti.

## Pályafutása

### A válogatottban
2011 és 2018 között 47 alkalommal szerepelt a szenegáli válogatottban és négy gólt szerzett. Tagja volt a 2018-as oroszországi világbajnokságon részt vevő csapatnak.